# Pansey
Pansey, fino al 1º gennaio 2011 Pancey, è un comune francese di 83 abitanti situato nel dipartimento dell'Alta Marna nella regione del Grand Est.

## Società

### Evoluzione demografica
Abitanti censiti